# DirectShow
DirectShow é parte da API do DirectX desenvolvido pela Microsoft para execução de acervos multimídia para a plataforma Windows.
Baseado num Framework da Microsoft, Windows Component Object Model (COM), DirectShow provê uma interface comum para multimídia através de várias linguagens de programação. Sua arquitetura é baseada no arcabouço de filtros que podem apresentar ou gravar arquivos de mídias em demanda. 
As ferramentas de desenvolvimento e a documentação foram originalmente distribuídos como parte do kit de desenvolvimento DirectX (DirectX SDK), no entanto, eles atualmente são distribuídos como parte do kit de desenvolvimento do Windows (Windows SDK) (anteriormente chamado Platform SDK).
A Microsoft pretende substituí-lo pelo Media Foundation.

## Ver Também
- Filtro da DirectShow